# Les Lèches
Les Lèches é uma comuna francesa na região administrativa da Nova Aquitânia, no departamento Dordonha. Estende-se por uma área de 21,86 km². Em 2010 a comuna tinha 373 habitantes (densidade: 17,1 hab./km²).